# Élections législatives moldaves de 2014
Les élections législatives moldaves de 2014 (en roumain : Alegerile parlamentare din 2014 în Republica Moldova) se sont tenues le dimanche 30 novembre 2014, afin d'élire les 101 députés de la neuvième législature du Parlement. Ces élections sont les huitièmes élections parlementaires depuis l'indépendance du pays en 1991. 
Si le Parti des socialistes de la république de Moldavie arrive en tête avec une très faible majorité relative, la victoire revient aux partis du centre droit pro-européens, qui perdent tout de même quatre élus par rapport au scrutin de 2010.

## Contexte
L'un des principaux enjeux de cette élection est le rapprochement de la Moldavie vers la Russie ou l'Union européenne.

## Mode de scrutin
Les 101 membres du Parlement de Moldavie sont élus à partir d'un mode de scrutin proportionnel plurinominal dans une unique circonscription nationale. Il y a quatre seuils électoraux distincts : 
- 11 % pour les coalitions de trois partis ou plus
- 9 % pour les coalitions de deux partis
- 6 % pour un seul parti ou une seule organisation
- 2 % pour un candidat indépendant

Les enregistrements de candidature se font entre le 3 et le 30 octobre 2014 auprès de la Commission électorale centrale (CEC). Une fois la candidature enregistrée par la CEC, le candidat peut commencer sa campagne. Le taux de participation doit être supérieur à 33 % pour que les élections puissent être validées.

## Campagne

### Principaux partis
Au total, 41 candidatures ont été enregistrées par le ministère de la Justice le 15 septembre 2014 mais seulement 25 d'entre elles ont été retenues par la CEC : 20 partis, une coalition et quatre candidats indépendants.
Le principal clivage entre les différentes candidatures durant cette campagne a été la politique étrangère avec une opposition entre les partis europhiles (comme le Parti démocrate ou le Parti libéral-démocrate) et les partis qui prônent plutôt un rapprochement avec la Russie et l'Union économique eurasiatique (notamment le Parti des socialistes et le Parti des communistes).

### Sondages
| Parti    | Élections de 2010 | Élections de 2010 | Sondages     | Sondages   | Sondages   | Sondages | Sondages     | Sondages      | Sondages      | Sondages  | Sondages   | Sondages | Sondages  | Sondages     | Sondages       |
| Parti    | Sièges            | %                 | Janvier 2013 | Avril 2013 | Avril 2013 | Mai 2013 | Octobre 2013 | Novembre 2013 | Novembre 2013 | Mars 2014 | Avril 2014 | Mai 2014 | Juin 2014 | Juillet 2014 | Septembre 2014 |
| -------- | ----------------- | ----------------- | ------------ | ---------- | ---------- | -------- | ------------ | ------------- | ------------- | --------- | ---------- | -------- | --------- | ------------ | -------------- |
| PCRM     | 42                | 39,29             | 31,8         | 50,2       | 41,8       | 53,9     | 39,3         | 49,6          | 50,8          | 48,7      | 44,5       | 41,7     | 36,6      | 36,2         | 35,6           |
| PLDM     | 32                | 29,38             | 26,5         | 19,5       | 24,7       | 17,4     | 16,9         | 19,7          | 19,1          | 28,3      | 26,5       | 19,2     | 23,9      | 26,1         | 28,3           |
| PDM      | 15                | 12,72             | 11,9         | 10,5       | 13,9       | 11,9     | 10,2         | 13,2          | 12,7          | 12,8      | 14,6       | 10,2     | 13,8      | 14,5         | 16,2           |
| PL       | 12                | 9,96              | 14,8         | 16,2       | 10,4       | 10,3     | 7,1          | 8,8           | 11,1          | 10,2      | 14,3       | 8,9      | 10,1      | 11,6         | 9,6            |
| PSRM     | —                 | —                 | 1,5          | 0,9        | 4,7        | 2,0      | 4,9          | 0,9           | 0,6           | —         | —          | 8,3      | 1,8       | 4,3          | —              |
| PLR      | Nv.               | —                 | —            | —          | —          | —        | 2,6          | 2,5           | 1,6           | —         | —          | 0,9      | 5,9       | —            | —              |
| MPA      | Nv.               | —                 | —            | —          | —          | —        | —            | —             | 1,8           | —         | —          | 2,8      | —         | 2,9          | —              |
| PPCD     | 0                 | 0,53              | —            | 0,3        | —          | 0,9      | —            | 1,3           | —             | —         | —          | 1,2      | —         | —            | —              |
| PSD      | 0                 | 0,59              | —            | 0,8        | —          | 0,3      | —            | —             | 1,2           | —         | —          | —        | —         | —            | —              |
| PAD (en) | Nv.               | —                 | —            | —          | —          | 0,5      | —            | —             | —             | —         | —          | —        | —         | —            | —              |
| PPM (ro) | Nv.               | —                 | —            | —          | —          | —        | —            | —             | —             | —         | —          | 1,3      | —         | —            | —              |
| PaRuS    | Nv.               | —                 | —            | —          | —          | —        | —            | —             | —             | —         | —          | —        | —         | —            | 10,2           |

## Résultats

### Voix et sièges
|                | Parti des socialistes (PSRM)                                            | 327 912   | 20,51  | Nv.    | 25  | 25            |  |  |  |  |  |
|                | Parti libéral-démocrate (PLDM)                                          | 322 201   | 20,16  | -9,26  | 23  | 9             |  |  |  |  |  |
|                | Parti des communistes (PCRM)                                            | 279 366   | 17,48  | -21,86 | 21  | 21            |  |  |  |  |  |
|                | Parti démocrate (PDM)                                                   | 252 489   | 15,80  | +3,10  | 19  | 2             |  |  |  |  |  |
|                | Parti libéral (PL)                                                      | 154 518   | 9,67   | -0,29  | 13  | 1             |  |  |  |  |  |
|                | Parti communiste réformateur                                            | 78 716    | 4,92   | Nv.    | 0   | Nv.           |  |  |  |  |  |
|                | Parti social-démocrate (PSD) / Parti des régions de Moldavie (ru) (PRM) | 55 089    | 3,45   | Nv.    | 0   | Nv.           |  |  |  |  |  |
|                | Mouvement populaire anti-mafia (ru) (MPA)                               | 27 846    | 1,74   | Nv.    | 0   | Nv.           |  |  |  |  |  |
|                | Parti libéral-réformateur (PLR)                                         | 24 956    | 1,56   | Nv.    | 0   | Nv.           |  |  |  |  |  |
|                | Oleg Brega (en)                                                         | 14 085    | 0,88   | Nv.    | 0   | Nv.           |  |  |  |  |  |
|                | Parti populaire (ro) (PPRM)                                             | 12 110    | 0,76   | +0.64  | 0   | en stagnation |  |  |  |  |  |
|                | Parti populaire chrétien-démocrate (PPCD)                               | 11 782    | 0,74   | +0,21  | 0   | en stagnation |  |  |  |  |  |
|                | Plateforme vérité et dignité (PPPDA)                                    | 11 665    | 0,73   | Nv.    | 0   | Nv.           |  |  |  |  |  |
|                | Parti national libéral (en) (PNL)                                       | 6 858     | 0,43   | -0,21  | 0   | en stagnation |  |  |  |  |  |
|                | Renaissance (en)                                                        | 4 158     | 0,26   | Nv.    | 0   | Nv.           |  |  |  |  |  |
|                | Oleg Cernei                                                             | 2 781     | 0,17   | Nv.    | 0   | Nv.           |  |  |  |  |  |
|                | Action démocratique (en) (PAD)                                          | 2 564     | 0,16   | Nv.    | 0   | Nv.           |  |  |  |  |  |
|                | Démocratie chez soi (ru) (PPDA)                                         | 2 449     | 0,15   | Nv.    | 0   | Nv.           |  |  |  |  |  |
|                | Parti pour la nation et le pays (en) (PPNT)                             | 1 697     | 0,11   | -0,17  | 0   | en stagnation |  |  |  |  |  |
|                | Patriotes de Moldavie (PM)                                              | 1 498     | 0,09   | –      | 0   | en stagnation |  |  |  |  |  |
|                | Parti vert écologiste (en) (PVE)                                        | 1 360     | 0,09   | +0,01  | 0   | en stagnation |  |  |  |  |  |
|                | Valeriu Pleșca                                                          | 991       | 0,06   | Nv.    | 0   | Nv.           |  |  |  |  |  |
|                | Anatolie Doga                                                           | 794       | 0,05   | Nv.    | 0   | Nv.           |  |  |  |  |  |
|                | Union centriste de Moldavie (UCM)                                       | 633       | 0,04   | Nv.    | 0   | Nv.           |  |  |  |  |  |
| Total          | Total                                                                   | 1 598 518 | 100,00 | –      | 101 | en stagnation |  |  |  |  |  |
|                |                                                                         |           |        |        |     |               |  |  |  |  |  |
| Exprimés       | Exprimés                                                                | 1 598 518 | 96.92  | -2,39  |     |               |  |  |  |  |  |
| Nuls et blancs | Nuls et blancs                                                          | 50 884    | 3.08   | +2,39  |     |               |  |  |  |  |  |
| Participation  | Participation                                                           | 1 649 402 | 58.89  | -6,60  |     |               |  |  |  |  |  |
| Abstention     | Abstention                                                              | 1 151 425 | 41.11  | +6,60  |     |               |  |  |  |  |  |
| Inscrits       | Inscrits                                                                | 2 800 827 |        |        |     |               |  |  |  |  |  |

### Analyse
Le PLDM, le PDM et le PL, qui constituaient ensemble l'Alliance pour l'intégration européenne (AIE), parviennent à conserver une majorité diminuée mais suffisante pour continuer à gouverner, ouvrant la possibilité d'un renouvellement de leur coalition gouvernementale. 